# 動力車操縦者運転免許に関する省令
動力車操縦者運転免許に関する省令（どうりょくしゃそうじゅうしゃうんてんめんきょにかんするしょうれい、昭和31年7月20日運輸省令第43号）は、鉄道営業法第21条並びに軌道法第14条に基づき、一定の動力を有する車両を運転する係員に関しての資格について定めた国土交通省（旧・運輸省）の省令である。

## 構成
本規則は次のような構成になっている。
- 第1章 総則（第1条・第2条）
- 第2章 運転免許（第3条 - 第6条）
- 第3章 動力車操縦者試験（第7条 - 第11条）
- 第4章 運転免許証の再交付等（第12条 - 第15条）
- 第5章 動力車操縦者養成所（第16条 - 第21条）
- 第6章 雑則（第22条）
- 附則